# 撒迪别
撒迪别（Sati Beg，?—?），蒙古人，為完者都的女儿，不赛因的妹妹，也是伊兒汗國唯一的一名女性君主。当时，伊兒汗國西部分裂为楚邦王朝和札剌亦儿王朝，楚邦王朝谢赫·小哈散·楚邦王公在1338年7月16日，击败札剌亦儿王朝谢赫·大哈散王公，大哈散拥立的可汗麻合马被楚邦王朝俘杀。楚邦王朝在伊兒汗國首都桃里寺（大不里士）拥立撒迪别为可汗。次年，小哈散改立速来蛮为可汗。撒迪别大约死于1345年前后。
| 前任： 麻合马 | 蒙古伊兒汗國君主 1338年－1339年 | 繼任： 速来蛮 |